# Adam (biblische Stadt)
Adam (auch Adama oder Damia) ist ein biblischer Ort „in der Nähe von Zaretan“ (Zaretan liegt ca. 5 km nordwestlich von Adam) am Jordan, im nordöstlichen Teil des Stammesgebietes von Naftali. Häufig wird Adam auch mit der Stadt Tell ed-Damiyeh identifiziert, die sich an der Einmündung des Jabbok in den Jordan befindet. Genannt wird der Ort bei Jos 3,16 , Jos 19,36 , 1 Kön 7,46 , 2 Chr 4,17 , Hos 6,7 .